# Saint-Ambroix (Gard)
Pour les articles homonymes, voir Saint-Ambroix.
Saint-Ambroix, en occitan Sent Ambruèis, est une commune française située dans le nord du département du Gard, en région Occitanie.
Exposée à un climat méditerranéen, elle est drainée par la Cèze et par divers autres petits cours d'eau. Incluse dans les Cévennes, la commune possède un patrimoine naturel remarquable : deux sites Natura 2000 (les « hautes vallées de la Cèze et du Luech » et « la Cèze et ses gorges ») et deux zones naturelles d'intérêt écologique, faunistique et floristique.
Saint-Ambroix est une commune rurale qui compte 3 353 habitants en 2022. Elle est dans l'agglomération d'Alès et fait partie de l'aire d'attraction d'Alès. Ses habitants sont appelés les Saint-Ambroisiens ou Saint-Ambroisiennes.

## Géographie
| Meyrannes         | Saint-Brès    |                        |
| Molières-sur-Cèze | Saint-Ambroix | Saint-Victor-de-Malcap |
| Les Mages         |               | Potelières             |

Située dans le sud de la France, Saint-Ambroix est une ancienne capitale de la soie. Carrefour touristique et commercial des Cévennes, la ville est située proche du Parc national des Cévennes dans un site particulièrement pittoresque dominé par le rocher de Dugas et son remarquable ensemble en grande partie médiéval, comprenant l'ancien château, la tour de l'horloge et la chapelle de la Vierge ainsi que la fameuse tour Guisquet sur un promontoire qui lui fait face au sud. Elle est traversée par la Cèze, endiguée sur sa rive gauche pour protéger des crues le faubourg du Paradis.
Par sa situation géographique privilégiée, Saint-Ambroix constitue le point de départ de multiples itinéraires touristiques notamment en direction de la verdoyante haute vallée de la Cèze.

### Climat
Pour des articles plus généraux, voir Climat de l'Occitanie et Climat du Gard.
En 2010, le climat de la commune est de type climat méditerranéen franc, selon une étude s'appuyant sur une série de données couvrant la période 1971-2000. En 2020, Météo-France publie une typologie des climats de la France métropolitaine dans laquelle la commune est exposée à un climat de montagne ou de marges de montagne et est dans la région climatique Provence, Languedoc-Roussillon, caractérisée par une pluviométrie faible en été, un très bon ensoleillement (2 600 h/an), un été chaud (21,5 °C), un air très sec en été, sec en toutes saisons, des vents forts (fréquence de 40 à 50 % de vents > 5 m/s) et peu de brouillards.
Pour la période 1971-2000, la température annuelle moyenne est de 13,6 °C, avec une amplitude thermique annuelle de 17,5 °C. Le cumul annuel moyen de précipitations est de 1 114 mm, avec 7,1 jours de précipitations en janvier et 3,7 jours en juillet. Pour la période 1991-2020, la température moyenne annuelle observée sur la station météorologique la plus proche, située sur la commune de Salindres à 10 km à vol d'oiseau, est de 14,0 °C et le cumul annuel moyen de précipitations est de 1 092,1 mm,. Pour l'avenir, les paramètres climatiques de la commune estimés pour 2050 selon différents scénarios d’émission de gaz à effet de serre sont consultables sur un site dédié publié par Météo-France en novembre 2022.

### Milieux naturels et biodiversité

#### Espaces protégés
La protection réglementaire est le mode d’intervention le plus fort pour préserver des espaces naturels remarquables et leur biodiversité associée,.
Dans ce cadre, la commune fait partie de l'aire d'adhésion du Parc national des Cévennes. Ce  parc national, créé en 1967, est un territoire de moyenne montagne formé de cinq entités géographiques : le massif de l'Aigoual, le causse Méjean avec les gorges du Tarn et de la Jonte, le mont Lozère, les vallées cévenoles ainsi que le piémont cévenol.
La commune fait partie de la zone de transition des Cévennes, un territoire d'une superficie de 116 032 ha reconnu réserve de biosphère par l'UNESCO en 1985 pour la mosaïque de milieux naturels qui la composent et qui abritent une biodiversité exceptionnelle, avec 2 400 espèces animales, 2 300 espèces de plantes à fleurs et de fougères, auxquelles s’ajoutent d’innombrables mousses, lichens, champignons,.

#### Réseau Natura 2000

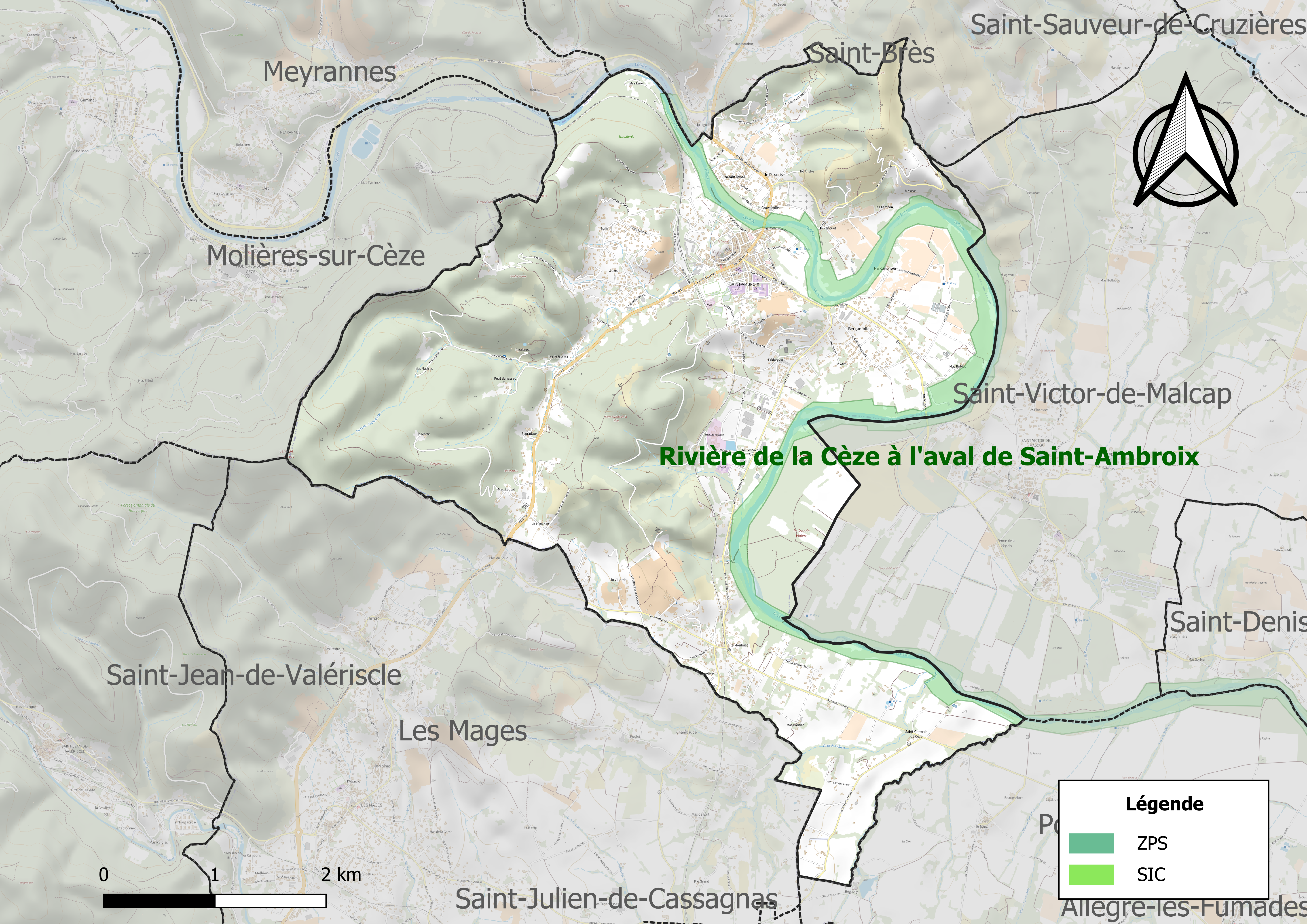
Sites Natura 2000 sur le territoire communal.

Le réseau Natura 2000 est un réseau écologique européen de sites naturels d'intérêt écologique élaboré à partir des directives habitats et oiseaux, constitué de zones spéciales de conservation (ZSC) et de zones de protection spéciale (ZPS).
Deux sites Natura 2000 ont été définis sur la commune au titre de la directive habitats :
- les « hautes vallées de la Cèze et du Luech », d'une superficie de 12 680 ha, correspondant à la partie amont du bassin versant de la Cèze. Elles présentent un patrimoine naturel remarquable, avec quatre espèces piscicoles : l'écrevisse à pattes blanches, le castor, la loutre et le barbeau méridional et cinq habitats d'intérêt communautaire d'origine[14] ;
- « la Cèze et ses gorges », d'une superficie de 3 550 ha, un territoire dont les principaux habitats naturels sont des formations méditerranéennes (Asplenion, Quercion ilicis) dans les gorges, avec notamment des descentes remarquables d'espèces montagnardes[15].

#### Zones naturelles d'intérêt écologique, faunistique et floristique
L’inventaire des zones naturelles d'intérêt écologique, faunistique et floristique (ZNIEFF) a pour objectif de réaliser une couverture des zones les plus intéressantes sur le plan écologique, essentiellement dans la perspective d’améliorer la connaissance du patrimoine naturel national et de fournir aux différents décideurs un outil d’aide à la prise en compte de l’environnement dans l’aménagement du territoire.
Une ZNIEFF de type 1 est recensée sur la commune :
la « rivière de la Cèze à l'aval de Saint-Ambroix » (228 ha), couvrant 9 communes du département et une ZNIEFF de type 2, : 
le « cours moyen de la Cèze » (648 ha), couvrant 16 communes du département.

Carte des ZNIEFF de type 1 et 2 à Saint-Ambroix.
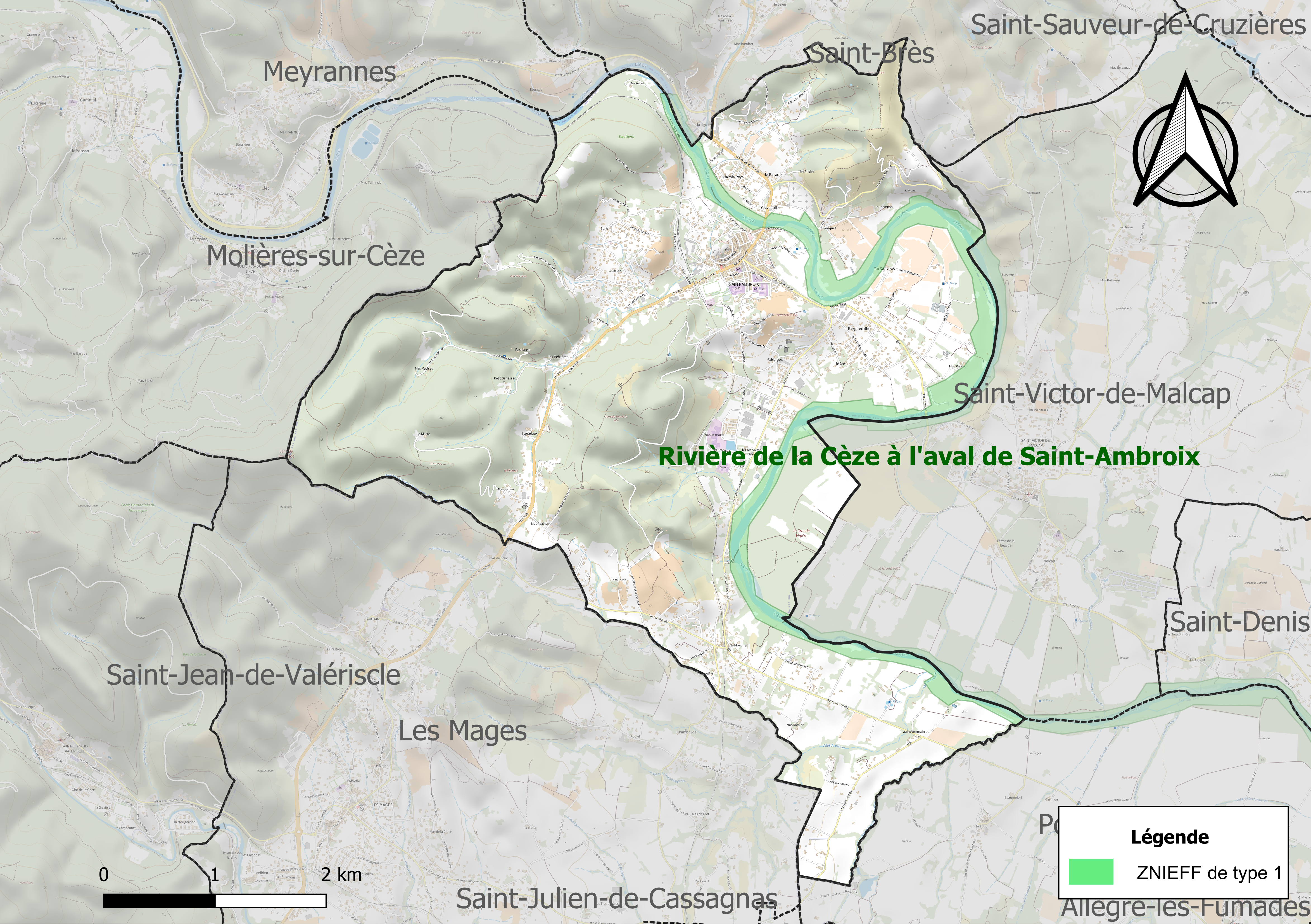
Carte de la ZNIEFF de type 1 sur la commune.
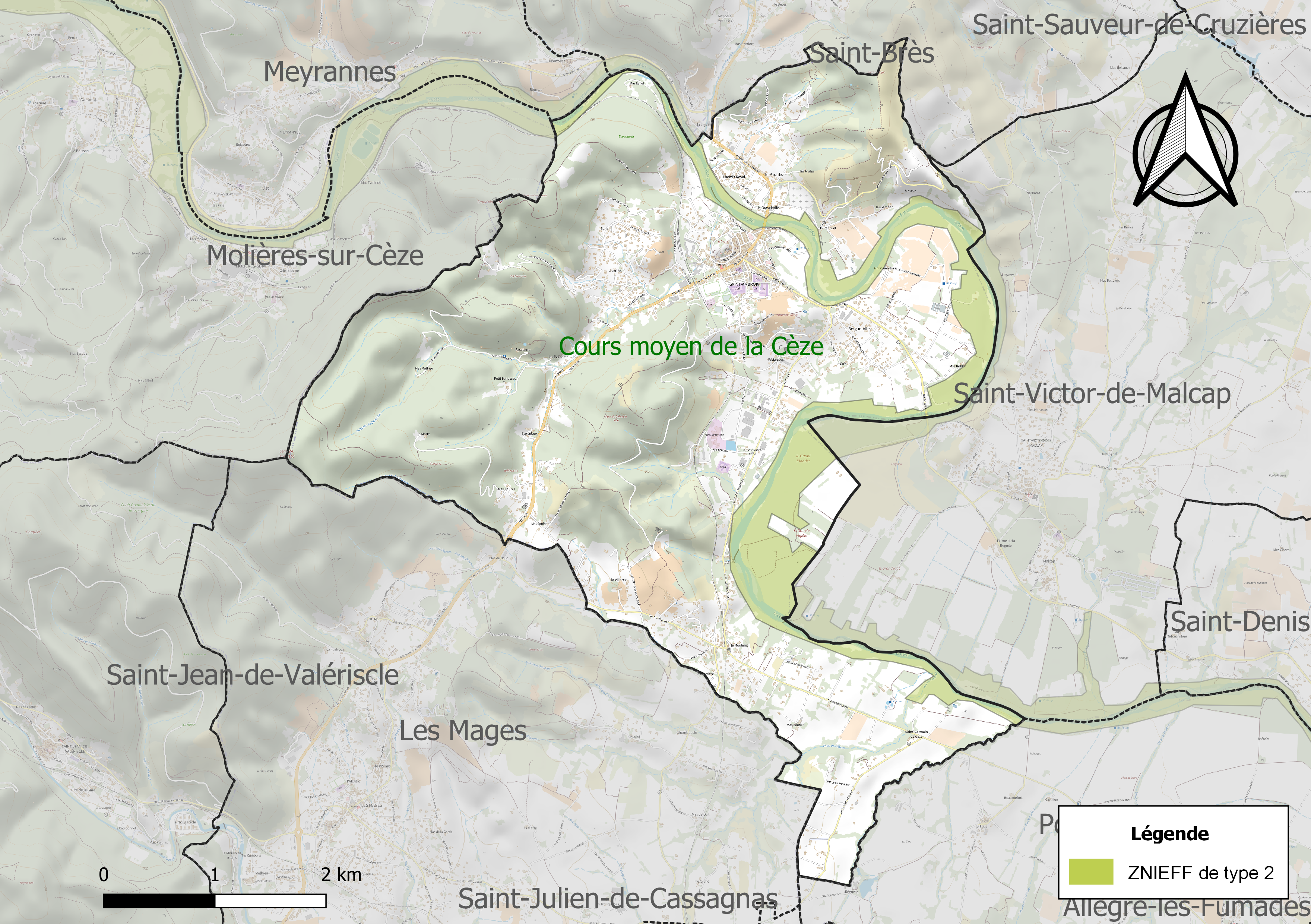
Carte de la ZNIEFF de type 2 sur la commune.

## Urbanisme

### Typologie
Au 1er janvier 2024, Saint-Ambroix est catégorisée bourg rural, selon la nouvelle grille communale de densité à sept niveaux définie par l'Insee en 2022.
Elle appartient à l'unité urbaine d'Alès, une agglomération intra-départementale regroupant 22  communes, dont elle est une commune de la banlieue,,. Par ailleurs la commune fait partie de l'aire d'attraction d'Alès, dont elle est une commune de la couronne,. Cette aire, qui regroupe 64 communes, est catégorisée dans les aires de 50 000 à moins de 200 000 habitants,.

### Occupation des sols
L'occupation des sols de la commune, telle qu'elle ressort de la base de données européenne d’occupation biophysique des sols Corine Land Cover (CLC), est marquée par l'importance des forêts et milieux semi-naturels (58,9 % en 2018), en augmentation par rapport à 1990 (48,9 %). La répartition détaillée en 2018 est la suivante : 
milieux à végétation arbustive et/ou herbacée (31,1 %), forêts (27,8 %), zones agricoles hétérogènes (19,7 %), zones urbanisées (17 %), cultures permanentes (3,6 %), prairies (0,9 %). L'évolution de l’occupation des sols de la commune et de ses infrastructures peut être observée sur les différentes représentations cartographiques du territoire : la carte de Cassini (XVIIIe siècle), la carte d'état-major (1820-1866) et les cartes ou photos aériennes de l'IGN pour la période actuelle (1950 à aujourd'hui).

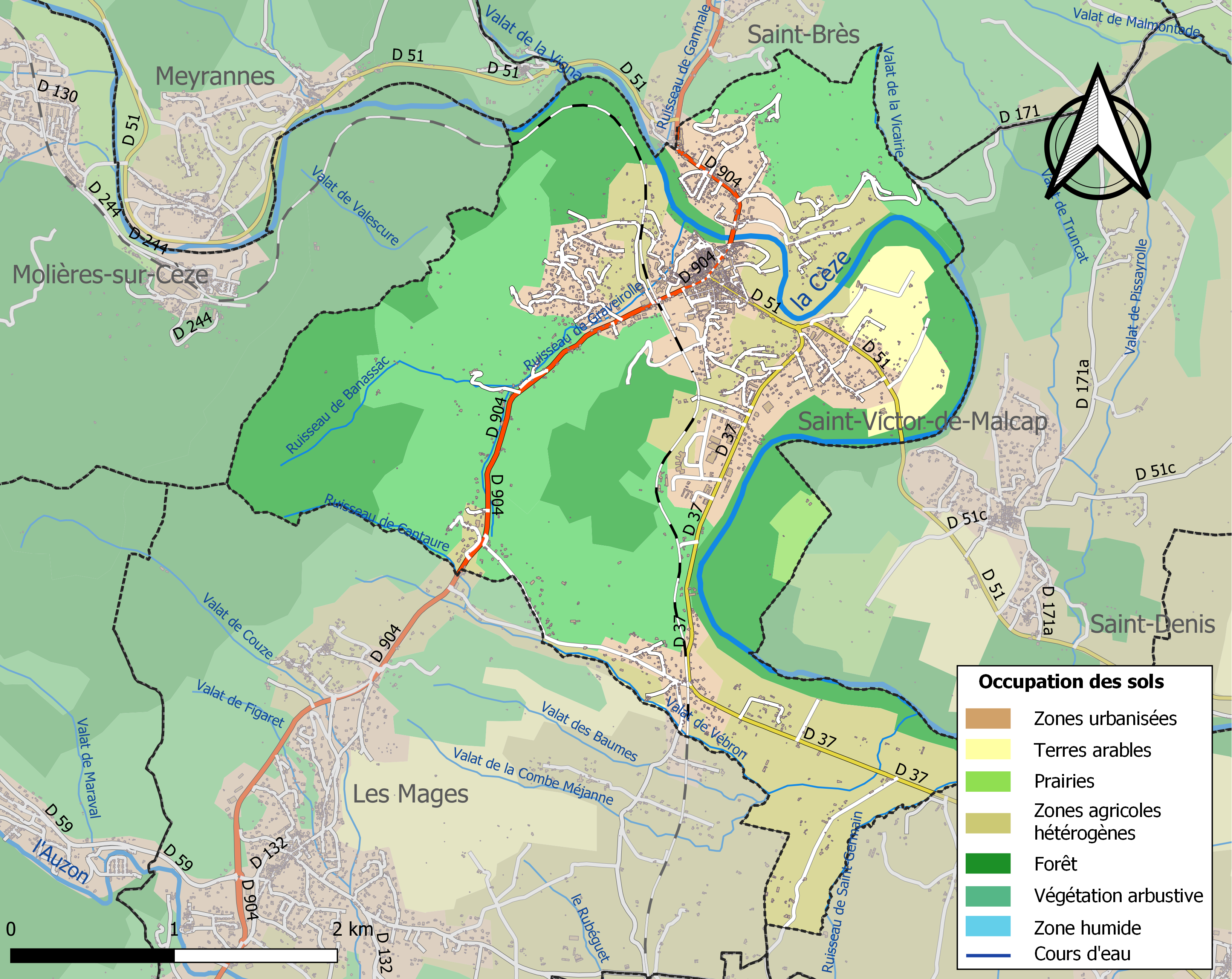
Carte des infrastructures et de l'occupation des sols de la commune en 2018 (CLC).

### Risques majeurs
Le territoire de la commune de Saint-Ambroix est vulnérable à différents aléas naturels : météorologiques (tempête, orage, neige, grand froid, canicule ou sécheresse), inondations, feux de forêts, mouvements de terrains et séisme (sismicité modérée). Il est également exposé à un risque technologique, la rupture d'un barrage, et à un risque particulier : le risque de radon. Un site publié par le BRGM permet d'évaluer simplement et rapidement les risques d'un bien localisé soit par son adresse soit par le numéro de sa parcelle.

#### Risques naturels
La commune fait partie du territoire à risques importants d'inondation (TRI) d'Alès, regroupant 37 communes autour d'Alès, un des 31 TRI qui ont été arrêtés fin 2012 sur le bassin Rhône-Méditerranée, retenu au regard des risques de débordements de la Cèze et des Gardons. Parmi les dernières crues significatives qui ont touché le territoire figurent celles de 1958 et de septembre 2002. Des cartes des surfaces inondables ont été établies pour trois scénarios : fréquent (crue de temps de retour de 10 ans à 30 ans), moyen (temps de retour de 100 ans à 300 ans) et extrême (temps de retour de l'ordre de 1 000 ans, qui met en défaut tout système de protection),. La commune a été reconnue en état de catastrophe naturelle au titre des dommages causés par les inondations et coulées de boue survenues en 1982, 1983, 1987, 1992, 1993, 1995, 1997, 1998, 2002, 2008, 2015 et 2018,.

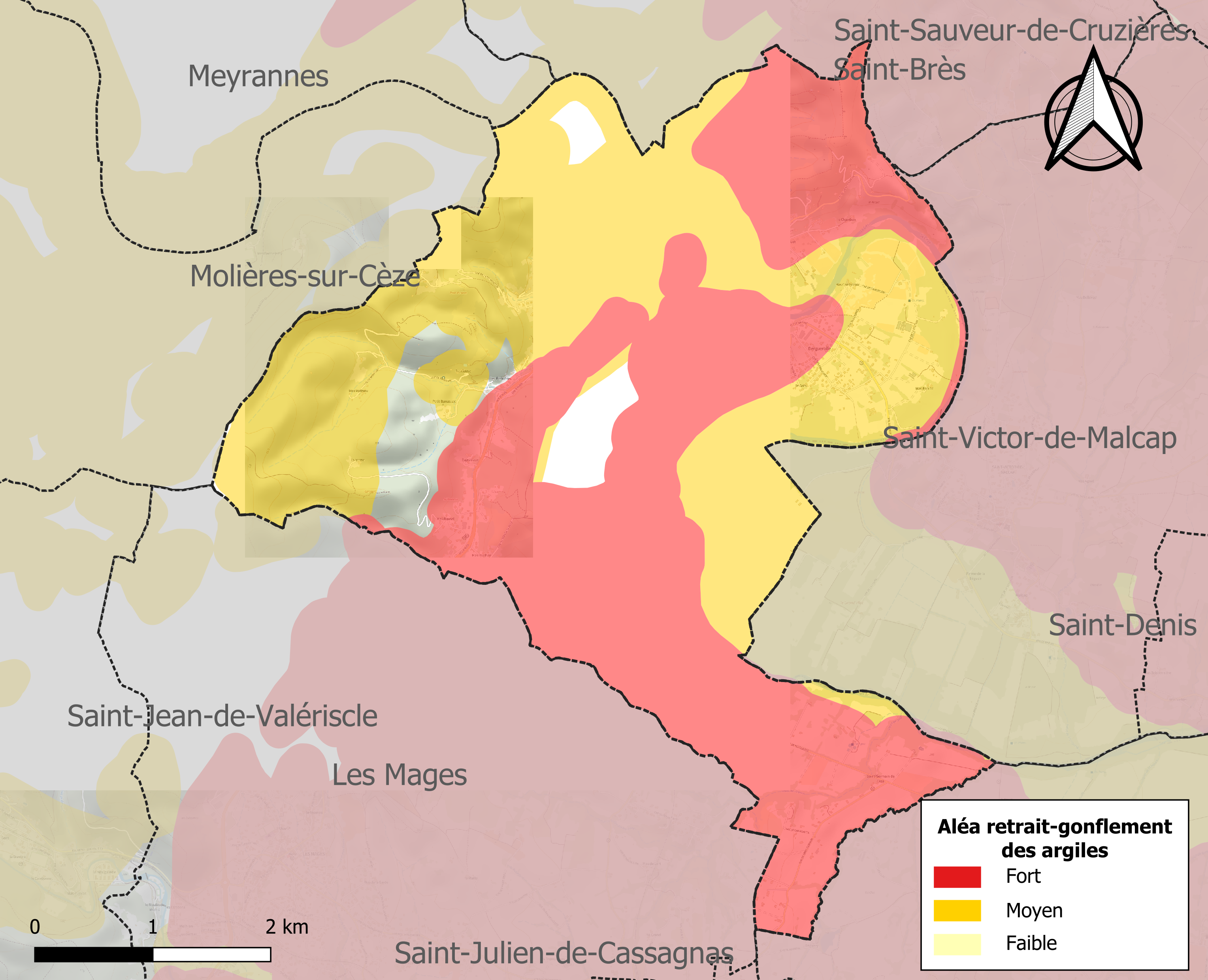
Carte des zones d'aléa retrait-gonflement des sols argileux de Saint-Ambroix.

La commune est vulnérable au risque de mouvements de terrains constitué principalement du retrait-gonflement des sols argileux. Cet aléa est susceptible d'engendrer des dommages importants aux bâtiments en cas d’alternance de périodes de sécheresse et de pluie. 94 % de la superficie communale est en aléa moyen ou fort (67,5 % au niveau départemental et 48,5 % au niveau national). Sur les 1 262 bâtiments dénombrés sur la commune en 2019, 1259 sont en aléa moyen ou fort, soit 100 %, à comparer aux 90 % au niveau départemental et 54 % au niveau national. Une cartographie de l'exposition du territoire national au retrait gonflement des sols argileux est disponible sur le site du BRGM,.
Par ailleurs, afin de mieux appréhender le risque d’affaissement de terrain, l'inventaire national des cavités souterraines permet de localiser celles situées sur la commune.
Concernant les mouvements de terrains, la commune a été reconnue en état de catastrophe naturelle au titre des dommages causés par la sécheresse en 2012, 2017 et 2019 et par des mouvements de terrain en 1983.

#### Risques technologiques
La commune est en outre située en aval du barrage de Sénéchas, un ouvrage de classe A doté d'un PPI. À ce titre elle est susceptible d’être touchée par l’onde de submersion consécutive à la rupture de cet ouvrage.

#### Risque particulier
Dans plusieurs parties du territoire national, le radon, accumulé dans certains logements ou autres locaux, peut constituer une source significative d’exposition de la population aux rayonnements ionisants. Certaines communes du département sont concernées par le risque radon à un niveau plus ou moins élevé. Selon la classification de 2018, la commune de Saint-Ambroix est classée en zone 3, à savoir zone à potentiel radon significatif.

## Histoire
Saint-Ambroix est une cité historique, les Celtes et les Romains y ont laissé des traces de leur passage. Ville fortifiée au Moyen Âge, elle va par la suite se développer commercialement et industriellement (industrie de la soie au XIXe siècle).

Étonnante et mystérieuse par son rocher du Dugas, ses fouilles archéologiques, ses maisons troglodytes, les ruines de son château, sa tour Guisquet, sa légende du Vòlo-Biòu (le bœuf qui vole) mais surtout son autel à sacrifice humain de l'époque celtique qui rend cette ville unique.
Au cours de la Révolution française, la commune porte provisoirement le nom de Pont-Cèze.
Après enquête approfondie, le préfet du régime de Vichy décide de maintenir Louis Pansier, le maire ex-PSF, suspecté pour son attitude équivoque. Il est néanmoins remplacé avant la fin de la guerre par une délégation spéciale dont le président était de tendance conservatrice. En août 1943, la totalité des 16 conseillers municipaux démissionnent pour protester contre les problèmes de ravitaillement.
Aujourd'hui, Saint-Ambroix joue le rôle d'un véritable pôle commercial grâce à son marché dont les origines remontent à 1363 (faveur royale du roi Jean II le Bon). Ville très touristique durant la période estivale, elle est dotée de nombreux campings, hôtels, restaurants, gîtes, plans d'eau ainsi que d'une maison de retraite et de repos.

## Héraldique
| Armes | Les armes de Saint-Ambroix se blasonnent ainsi : D'azur au château d'argent, ouvert et ajouré de deux fenêtres de sable, flanqué de deux grosses tours aussi d'argent, ajourées chacune d'une fenêtre aussi de sable. |

## Politique et administration

### Liste des maires

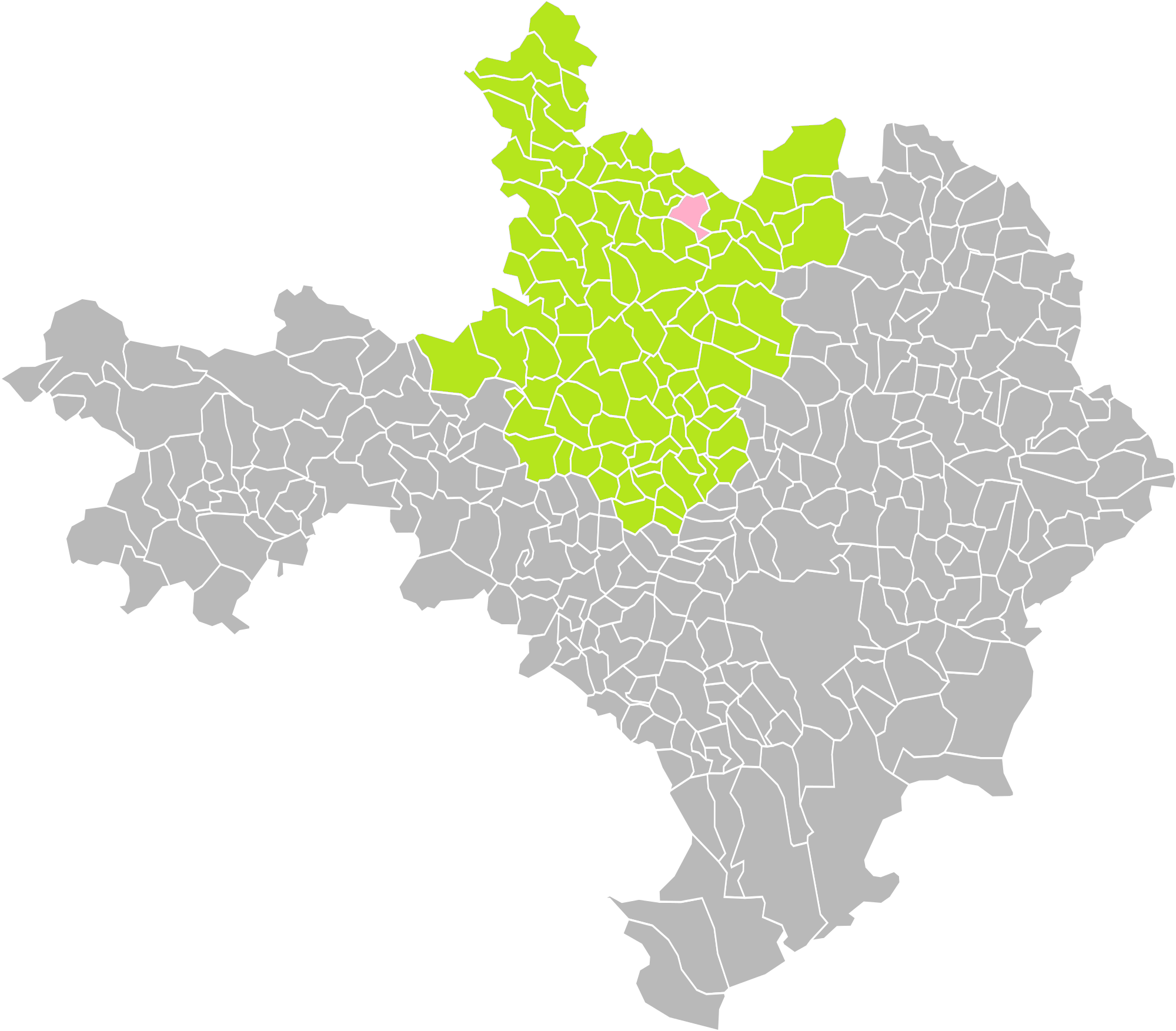
Saint-Ambroix (30)

| Période                                  | Période                   | Identité                | Étiquette | Qualité |
| ---------------------------------------- | ------------------------- | ----------------------- | --------- | --- |
| ?                                        | 1891                      | Louis Hyacinthe Flandin |           | Notaire |
| Les données manquantes sont à compléter. |                           |                         |           | |
| ?                                        | 1943                      | Louis Pansier           | ex-PSF    | |
| 1959                                     | 1971                      | Édouard Thibault        | MRP       | Professeur d'histoire-géographie, secrétaire d'État (1953 → 1954) Député du Gard (1945 → 1958) Député de la 3e circonscription du Gard (1958 → 1962) Conseiller général du canton de Saint-Ambroix (1958 → 1964) |
| 1971                                     | 1973                      | Marcien Tuech           |           | |
| 1973                                     | 1987                      | Raymond Dalverny        |           | |
| Maire en 1988                            | ?                         | Georges Dachicourt      |           | Colonel de l'arme du train |
| juin 1995                                | mars 2001                 | René Dugas (1929-2020)  | DVD       | Retraité des houillères |
| mars 2001                                | mars 2008                 | Marcel Tronc            | DVD       | |
| mars 2008                                | mars 2014                 | Daniel Pialet           | DVG       | Artisan |
| mars 2014                                | En cours (au 25 mai 2020) | Jean-Pierre de Faria    | LC        | Cadre supérieur Vice-président de la CC Cèze-Cévennes (2014 → ) Réélu pour le mandat 2020-2026 |
| Les données manquantes sont à compléter. |                           |                         |           | |

## Démographie
L'évolution du nombre d'habitants est connue à travers les recensements de la population effectués dans la commune depuis 1793. Pour les communes de moins de 10 000 habitants, une enquête de recensement portant sur toute la population est réalisée tous les cinq ans, les populations de référence des années intermédiaires étant quant à elles estimées par interpolation ou extrapolation. Pour la commune, le premier recensement exhaustif entrant dans le cadre du nouveau dispositif a été réalisé en 2004.

En 2022, la commune comptait 3 353 habitants, en évolution de +8,93 % par rapport à 2016 (Gard : +2,97 %, France hors Mayotte : +2,11 %).
| 1793  | 1800  | 1806  | 1821  | 1831  | 1836  | 1841  | 1846  | 1851  |
| ----- | ----- | ----- | ----- | ----- | ----- | ----- | ----- | ----- |
| 2 300 | 2 258 | 2 102 | 2 531 | 2 947 | 3 107 | 3 148 | 3 650 | 3 724 |

| 1856  | 1861  | 1866  | 1872  | 1876  | 1881  | 1886  | 1891  | 1896  |
| ----- | ----- | ----- | ----- | ----- | ----- | ----- | ----- | ----- |
| 4 260 | 4 060 | 4 645 | 4 260 | 4 012 | 3 454 | 3 433 | 3 380 | 3 307 |

| 1901  | 1906  | 1911  | 1921  | 1926  | 1931  | 1936  | 1946  | 1954  |
| ----- | ----- | ----- | ----- | ----- | ----- | ----- | ----- | ----- |
| 3 585 | 3 631 | 3 494 | 3 549 | 3 558 | 3 350 | 3 317 | 3 301 | 3 627 |

| 1962  | 1968  | 1975  | 1982  | 1990  | 1999  | 2004  | 2006  | 2009  |
| ----- | ----- | ----- | ----- | ----- | ----- | ----- | ----- | ----- |
| 3 731 | 4 164 | 3 815 | 3 845 | 3 517 | 3 365 | 3 508 | 3 559 | 3 349 |

| 2014  | 2019  | 2022  | - | - | - | - | - | - |
| ----- | ----- | ----- | - | - | - | - | - | - |
| 3 176 | 3 351 | 3 353 | - | - | - | - | - | - |

## Transports

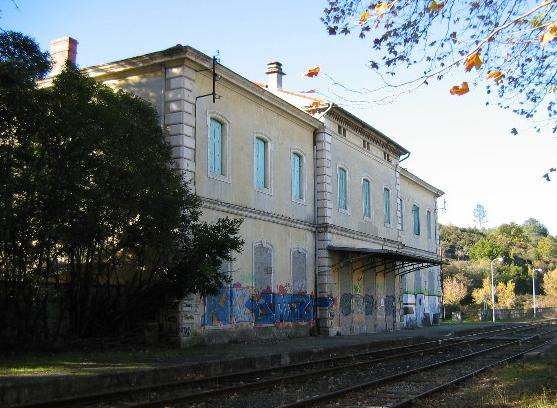
Les quais de la gare de Saint-Ambroix.

Saint-Ambroix est dotée d'une gare de voyageurs sur la ligne Alès-Bessèges de la Société nationale des chemins de fer français (SNCF). Aucun train n'y circule mais l'ancien bâtiment et les rails sont toujours présents.

## Économie

### Revenus
En 2018  (données Insee publiées en septembre 2021), la commune compte 1 575 ménages fiscaux, regroupant 3 107 personnes. La médiane du revenu disponible par unité de consommation est de 17 550 € (20 020 € dans le département). 31 % des ménages fiscaux sont imposés (43,9 % dans le département).

### Emploi
|                | 2008   | 2013   | 2018   |
| -------------- | ------ | ------ | ------ |
| Commune        | 13,6 % | 17,9 % | 21,4 % |
| Département    | 10,6 % | 12 %   | 12 %   |
| France entière | 8,3 %  | 10 %   | 10 %   |

En 2018, la population âgée de 15 à 64 ans s'élève à 1 750 personnes, parmi lesquelles on compte 65,7 % d'actifs (44,3 % ayant un emploi et 21,4 % de chômeurs) et 34,3 % d'inactifs,. Depuis 2008, le taux de chômage communal (au sens du recensement) des 15-64 ans est supérieur à celui de la France et du département.
La commune fait partie de la couronne de l'aire d'attraction d'Alès, du fait qu'au moins 15 % des actifs travaillent dans le pôle,. Elle compte 1 209 emplois en 2018, contre 1 274 en 2013 et 1 357 en 2008. Le nombre d'actifs ayant un emploi résidant dans la commune est de 801, soit un indicateur de concentration d'emploi de 151 % et un taux d'activité parmi les 15 ans ou plus de 41,8 %.
Sur ces 801 actifs de 15 ans ou plus ayant un emploi, 340 travaillent dans la commune, soit 43 % des habitants. Pour se rendre au travail, 81,3 % des habitants utilisent un véhicule personnel ou de fonction à quatre roues, 1,5 % les transports en commun, 11,1 % s'y rendent en deux-roues, à vélo ou à pied et 6 % n'ont pas besoin de transport (travail au domicile).

### Activités hors agriculture

#### Secteurs d'activités
347 établissements sont implantés  à Saint-Ambroix au 31 décembre 2019. Le tableau ci-dessous en détaille le nombre par secteur d'activité et compare les ratios avec ceux du département,.
| Secteur d'activité                                                                                        | Commune | Commune | Département |
| Secteur d'activité                                                                                        | Nombre  | %       | %           |
| --- | ------- | ------- | ----------- |
| Ensemble                                                                                                  | 347     | 100 %   | (100 %)     |
| Industrie manufacturière, industries extractives et autres                                                | 18      | 5,2 %   | (7,9 %)     |
| Construction                                                                                              | 47      | 13,5 %  | (15,5 %)    |
| Commerce de gros et de détail, transports, hébergement et restauration                                    | 143     | 41,2 %  | (30 %)      |
| Information et communication                                                                              | 4       | 1,2 %   | (2,2 %)     |
| Activités financières et d'assurance                                                                      | 12      | 3,5 %   | (3 %)       |
| Activités immobilières                                                                                    | 12      | 3,5 %   | (4,1 %)     |
| Activités spécialisées, scientifiques et techniques et activités de services administratifs et de soutien | 31      | 8,9 %   | (14,9 %)    |
| Administration publique, enseignement, santé humaine et action sociale                                    | 44      | 12,7 %  | (13,5 %)    |
| Autres activités de services                                                                              | 36      | 10,4 %  | (8,8 %)     |

Le secteur du commerce de gros et de détail, des transports, de l'hébergement et de la restauration est prépondérant sur la commune puisqu'il représente 41,2 % du nombre total d'établissements de la commune (143 sur les 347 entreprises implantées  à Saint-Ambroix), contre 30 % au niveau départemental.

#### Entreprises et commerces
Les cinq entreprises ayant leur siège social sur le territoire communal qui génèrent le plus de chiffre d'affaires en 2020 sont : 
- Samire, supermarchés (20 471 k€)
- Miss Boutique, commerce de détail d'autres équipements du foyer (3 550 k€)
- SARL Sita, supermarchés (1 769 k€)
- Deni's Fleurs, autres commerces de détail sur éventaires et marchés (982 k€)
- Berguerolles, commerce de détail de boissons en magasin spécialisé (824 k€)

### Agriculture
|               | 1988 | 2000 | 2010 | 2020 |
| ------------- | ---- | ---- | ---- | ---- |
| Exploitations | 27   | 11   | 27   | 8    |
| SAU (ha)      | 129  | 163  | 239  | 158  |

La commune est dans les Garrigues, une petite région agricole occupant le centre du département du Gard. En 2020, l'orientation technico-économique de l'agriculture  sur la commune est la viticulture. Huit exploitations agricoles ayant leur siège dans la commune sont dénombrées lors du recensement agricole de 2020 (27 en 1988). La superficie agricole utilisée est de 158 ha,,.

## Culture locale et patrimoine

### Édifices civils
- L'ancien château et la chapelle XIXe surplombant l'ancienne ville sur le rocher de Dugas.
- La tour de l'horloge et sa cloche du XVIIe siècle.
- La vieille ville : portes, fenêtres, façades, vestiges des remparts, rues en pentes, escaliers, etc.
- Places, fontaines, et immeubles richements décorés sur le boulevard tout comme l'hôtel de ville (XIXe).
- Anciennes filatures et maisons de filateurs (façade du Crédit agricole, maison et filature Silhol...).
- Ancienne minoterie.
- Site archéologique du Dugas.
- 33 sentiers pédestres.
- La Tour Guisquet de style médiéval édifiée en briques.
- Château de Montalet (Molières-sur-Cèze).
- Musée de la Femme et de l'Enfant (Les Mages) - Musée des Blasons (Saint-Jean-de-Valériscle) - Maison des Liqueurs (Saint-Florent-sur-Auzonnet).

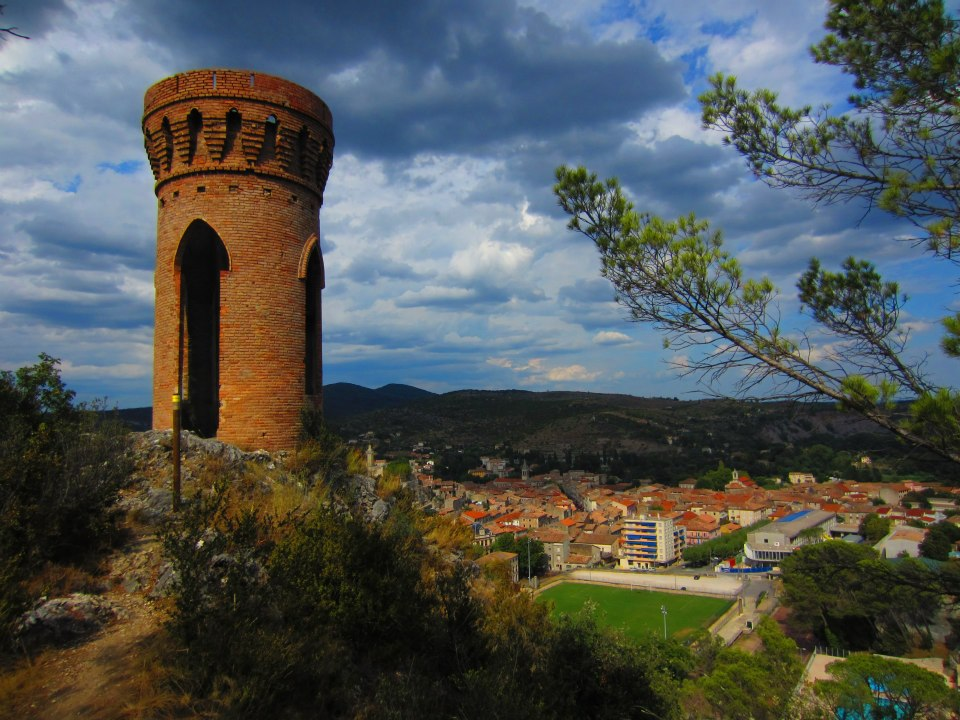
Tour Guisquet.

- Grotte de la Cocalière (Courry).Tour Guisquet.

### Édifices religieux
- L'église Saint-Ambroise de Saint-Ambroix de la seconde moitié du XIXe siècle.
- Chapelle Notre-Dame du Dugas.
- Temple de l'Église protestante unie de France de Saint-Ambroix.
- Le temple protestant de Saint-Ambroix de la seconde moitié du XIXe siècle.

### Personnalités liées à la commune
- Samuel Petit (1594-1643), historien ;
- Paul Guiraud (1851-1909), écrivain, père d'Edmond Guiraud;
- Alfred Silhol (1829-1912), homme politique ;
- Armand Coussens (1881-1935), peintre et graveur ;
- Édouard Thibault (1912-1977), homme politique ;
- Guy Parayre (1947-), général ;
- Christophe Bouchet (1962-), journaliste, écrivain, ancien président de l'Olympique de Marseille, maire honoraire de Tours ;
- Mounir Mahjoubi (1984-), ancien secrétaire d'État chargé du Numérique, a racheté en 2023 la filature du Ranquet[44].

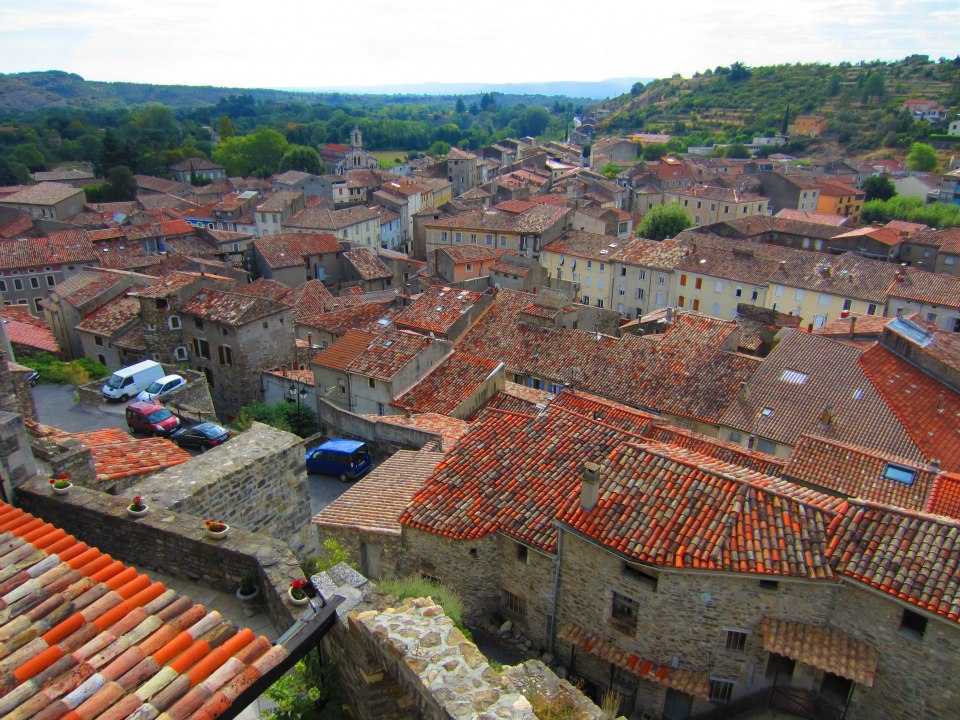
Vue sur la ville depuis le Dugas.

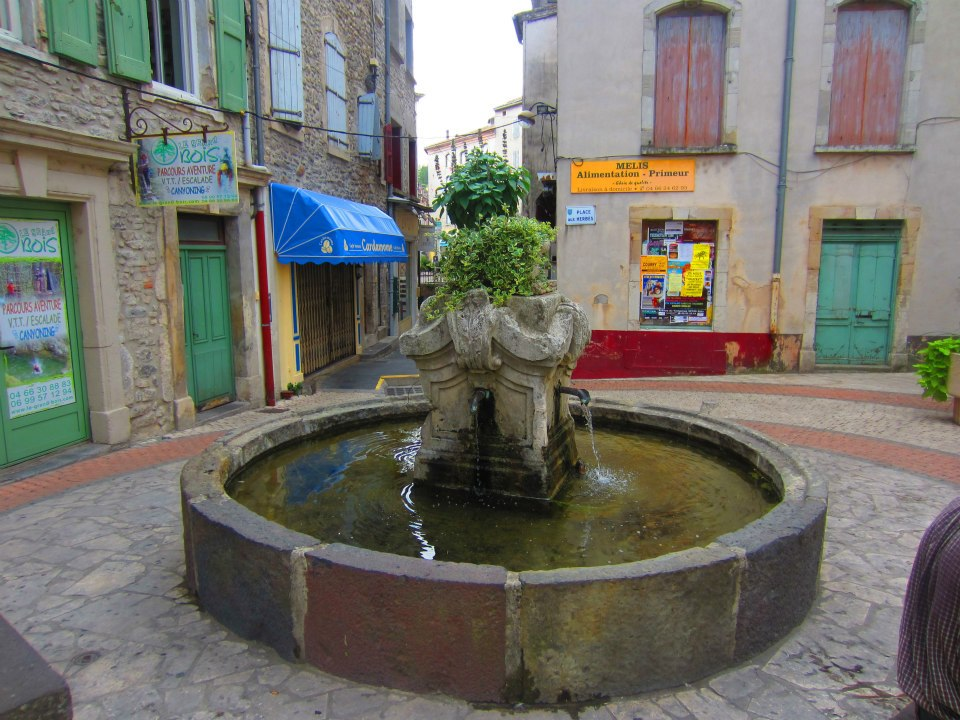
Place aux Herbes.

## La légende du Volo Biòu
Tous les 13 et 14 juillet, les Saint-Ambroisiens et les Saint-Ambroisiennes font revivre leur légende datant du Moyen Âge par une fête médiévale et font voler un bœuf. La fête a été primée en 1994 et sélectionnée par le guide des fêtes viticoles de France comme l'une des plus belles fêtes de France en 1998.
Selon la légende, après une récolte très importante de raisins, les Saint-Ambroisiens, disposaient de surplus importants de vin. Le consul (équivalent du maire) décréta que l'on vole un bœuf à Saint-Ambroix et que l’on organise une fête. Le bœuf fut jeté du haut de la colline du Ranc d’Uzège et s’écrasa, mais les esprits des Saint-Ambroisiens étaient malgré tout apaisés par la fête où tout le vin avait été écoulé. C'est la raison pour laquelle on surnomme les Saint-Ambroisiens les « volo biou ». Quant aux Alésiens, qui vivaient à cette époque-là une période de famine, ils étaient venus à la célébration et en avaient profité pour récupérer les tripes du bœuf, ce qui leur a donné le surnom de « mange tripo ».

## Environnement
Le territoire de Saint-Ambroix abrite 27 espèces menacées, tant animales que végétales, et inclut ou est inclus dans quatre zones de protection dont certaines se chevauchent :
- Zone Natura 2000 au titre de la directive habitats, dite « Hautes vallées de la Cèze et du Luech » (13 080 ha sur 22 communes[47])[48]. Cette zone ne concerne que la partie de vallée en amont de Saint-Ambroix ; la vallée en aval est couverte par les ZNIEFF « Rivière de la Cèze à l'aval de Saint-Ambroix » et « Cours moyen de la Cèze ». Par ailleurs, à Saint-Ambroix de même que pour six autres communes[49], cette zone concerne uniquement le fond de vallée de la Cèze ;

- La ZNIEFF « Rivière de la Cèze à l'aval de Saint-Ambroix » couvre 228 ha, comprenant environ 18 kilomètres du cours de la Cèze et de ses zones humides riveraines (prairies et ripisylves, terrains en friche et terrains vagues) entre Saint-Ambroix depuis le barrage en amont de La Liguière, et Tharaux au pont de la route départementale D979 en aval de Rochegude. L'altitude est comprise entre 110 m et 140 m. Les communes concernées sont celles de Allègre-les-Fumades, Potelières, Rivières, Rochegude, Saint-Ambroix, Saint-Brès, Saint-Denis, Saint-Jean-de-Maruéjols-et-Avéjan et Saint-Victor-de-Malcap.

La protection vise les quelques zones boisées riveraines qui subsistent encore entre les parcelles cultivées d'une vallée urbanisation relativement développée. Cinq espèces animales sont particulièrement visées par cette zone de protection : le toxostome (Parachondrostoma toxostoma, un poisson), la cordulie à corps fin (Oxygastra curtisii, une libellule), le castor d'Europe (Castor fiber), la vandoise (Leuciscus leuciscus) et le blageon (Telestes souffia) – ces quatre dernières ayant un statut réglementé ;
- La ZNIEFF « Cours moyen de la Cèze », soit 647,91 ha, concerne 16 communes[51] et est entièrement comprise dans le Parc national des Cévennes. L'habitat visé est fait de terrains en friche et terrains vagues. Cette ZNIEFF abrite deux espèces végétales protégées sur l'ensemble du territoire français métropolitain : la gratiole officinale (Gratiola officinalis, une scrophulaire) et la spiranthe d'été (Spiranthes aestivalis, une orchidée)[52] ;
- « Réserve de biosphère des Cévennes »[53] ;
- ZNIEFF continentale de type 1 dite « Pelouses du Trou a Ragot »[54] ;
- ZNIEFF continentale de type 2 dite « Marais du Pontet »[55].

## Jumelages
- Avec la commune allemande de Aßlar, land de la Hesse, district de Giessen, arrondissement de Lahn-Dill[56].
- Avec la commune italienne de Fossato di Vico, province de Pérouse, région d'Ombrie, en Italie centrale[56].